# Charey
Charey ist eine französische Gemeinde mit 89 Einwohnern (Stand: 1. Januar 2022) im Département Meurthe-et-Moselle in der Region Grand Est (bis 2015 Lothringen). Die Gemeinde gehört zum Arrondissement Toul und zum Kanton Le Nord-Toulois. 

## Geografie
Charey liegt etwa 23 Kilometer südöstlich von Metz im Regionalen Naturpark Lothringen. Umgeben wird Charey von den Nachbargemeinden Dommartin-la-Chaussée im Norden, Saint-Julien-lès-Gorze im Nordosten und Osten, Rembercourt-sur-Mad im Osten und Südosten, Jaulny im Südosten und Süden, Xammes im Süden sowie Dampvitoux im Westen und Nordwesten.

## Bevölkerungsentwicklung
| Jahr                       | 1962 | 1968 | 1975 | 1982 | 1990 | 1999 | 2006 | 2019 |
| Einwohner                  | 110  | 106  | 75   | 68   | 71   | 64   | 73   | 87   |
| Quellen: Cassini und INSEE |      |      |      |      |      |      |      |      |

## Sehenswürdigkeiten
- Kirche Saint-Maurice, nach 1918 wieder errichtet

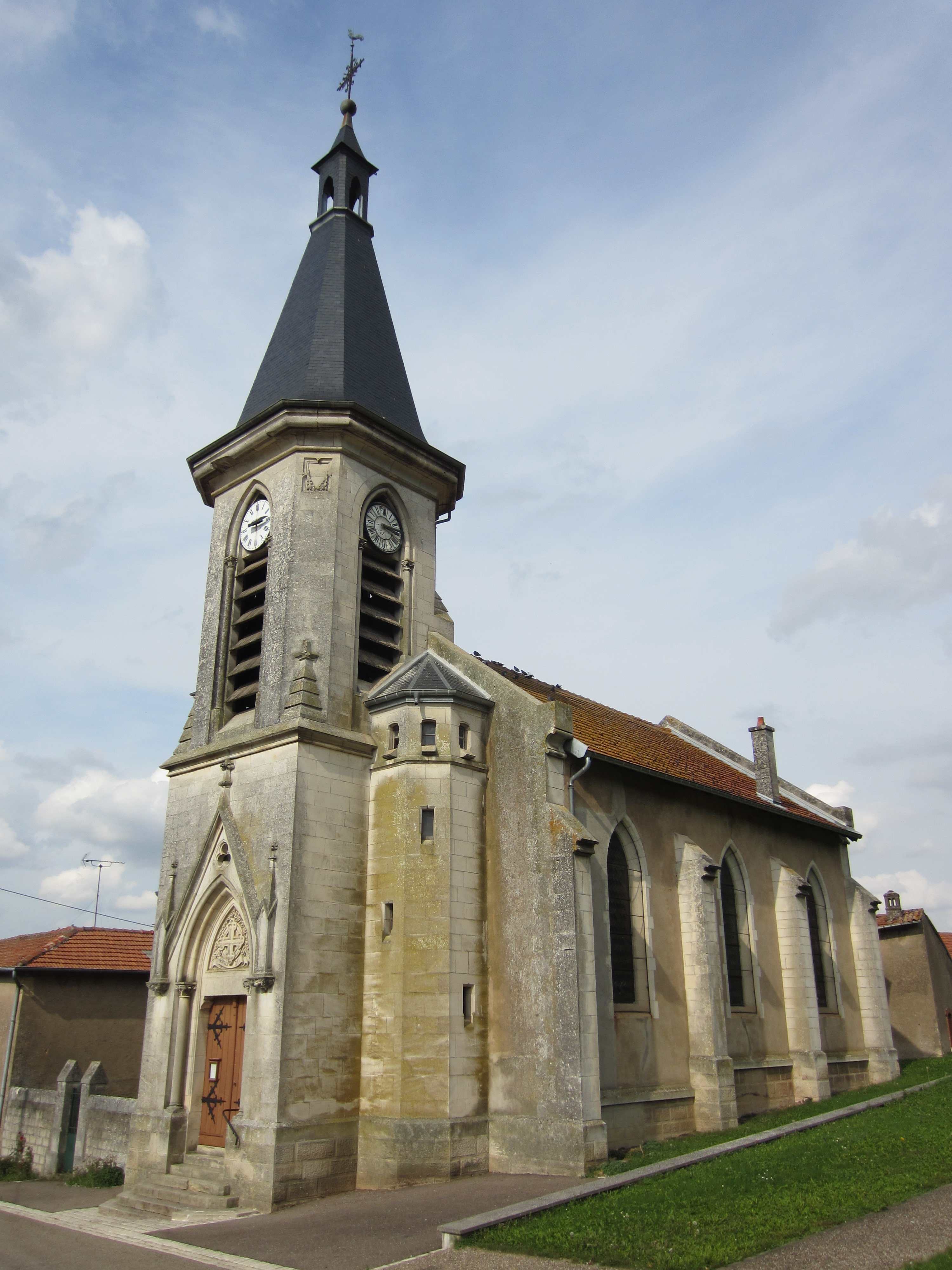
Kirche Saint-Maurice